# Nymula gela
Nymula gela är en fjärilsart som beskrevs av William Chapman Hewitson 1847. Nymula gela ingår i släktet Nymula och familjen Riodinidae. Inga underarter finns listade i Catalogue of Life.